# Dwight Phillips
Dwight Phillips (nacido el 1 de octubre de 1977 en Decatur, Georgia) es un exatleta estadounidense especialista en salto de longitud. Fue campeón olímpico en 2004 y cuatro veces campeón mundial; solo Sergey Bubka y Lars Riedel han ganado más medallas de oro en una prueba individual. Saltó más de 8,20 metros en setenta competiciones durante sus catorce años de carrera. Su mejor marca personal fue de 8,74 metros, la quinta mejor de la historia.

## Trayectoria
Dwight fue un corredor prometedor desde sus inicios, pero se concentraba en el triple salto durante sus estudios en la Universidad de Kentucky. Al cambiar a la Universidad de Arizona en el 2000, también cambió su especialidad por el salto de longitud. 
Su primera gran actuación fue en 2003, año en el que ganó el Campeonato Mundial en Pista Cubierta. En la final, Dwight le ganó al español Yago Lamela por solo un centímetro. En el campeonato mundial al aire libre del mismo año, ganó con un margen de 4 cm al jamaicano James Beckford.
En los Juegos Olímpicos de Atenas ganó la medalla de oro con un margen de 12 cm sobre su compatriota John Moffitt. Su salto ganador de 8,59 metros fue el cuarto más largo en la historia olímpica, después de los realizados por Bob Beamon (8,90 m en 1968) y Carl Lewis (8,72 en 1988 y 8,67 m en 1992).
En 2005 volvió a ganar el Campeonato Mundial con un salto de 8,60 metros, y en Osaka 2007 fue bronce por detrás del Irving Saladino y Andrew Howe.
Phillips terminó en cuarto lugar en las pruebas de selección para Pekín 2008, por lo que no pudo defender su título olímpico.
En 2009 salto 8,74 m en Eugene, estableciendo un nuevo récord personal y la quinta mejor marca de la historia, tan solo superado por Mike Powell (8,95 m), Bob Beamon (8,90 m), Carl Lewis (8,87 m) y Robert Emmiyan (8,86 m). Ese mismo año ganó en Berlín su tercer título mundial con un salto de 8,54 metros.
En el Campeonato Mundial de 2011 celebrado en Daegu ganó su cuarta medalla de oro con un salto de 8,45 metros, igualando a Iván Pedroso como el saltador con más títulos mundiales.
No pudo participar en Londres 2012 al lesionarse el tendón de Aquiles.
El 29 de agosto de 2013, después de participar en la reunión de Zúrich perteneciente a la Liga de Diamante, anunció su retirada.

## Palmarés
| Año  | Competición                          | Lugar      | Puesto | Marca  |
| ---- | ------------------------------------ | ---------- | ------ | ------ |
| 2003 | Campeonato Mundial en Pista Cubierta | Birmingham | 1.º    | 8,29 m |
| 2003 | Campeonato Mundial                   | París      | 1.º    | 8,32 m |
| 2004 | Juegos Olímpicos                     | Atenas     | 1.º    | 8,59 m |
| 2005 | Campeonato Mundial                   | Helsinki   | 1.º    | 8,60 m |
| 2007 | Campeonato Mundial                   | Osaka      | 3.º    | 8,30 m |
| 2009 | Campeonato Mundial                   | Berlín     | 1.º    | 8,54 m |
| 2010 | Liga de Diamante                     |            | 1.º    |        |
| 2010 | Copa Continental                     | Split      | 1.º    | 8,34 m |
| 2011 | Campeonato Mundial                   | Daegu      | 1.º    | 8,45 m |

## Marcas personales
| Evento                     | Marca   | Lugar                   | Fecha               |
| -------------------------- | ------- | ----------------------- | ------------------- |
| Salto de longitud          | 8,74 m  | Eugene, Oregón, EE. UU. | 7 de junio de 2009  |
| Salto de longitud (indoor) | 8,29 m  | Birmingham, Reino Unido | 15 de marzo de 2003 |
| Triple salto               | 16,41 m | Boise, Idaho, EE. UU.   | 5 de junio de 1999  |